# Faches-Thumesnil
Faches-Thumesnil är en kommun i departementet Nord i regionen Hauts-de-France i norra Frankrike. Kommunen ligger i kantonen Lille-Sud-Est som tillhör arrondissementet Lille. År 2022 hade Faches-Thumesnil 18 310 invånare.

## Befolkningsutveckling
Antalet invånare i kommunen Faches-Thumesnil
| Referens: INSEE |